# Склонение
Склоне́ние (на латински: declinatio, „отклонение“ от основната форма на думата) – инфлексия на част на речта (съществително, прилагателно, числително). Обикновено под термина „склонение“ се разбира инфлексия (словоизменение) по граматическите категории числа, род и падеж.
Склонението или деклинацията е система за формално изменение на имената по падеж.
Думата „склонение“ се употребява също така за означаване на „определен тип парадигматично склонение“. Визира различни типове склонение на отделни части на речта (например руският език разграничава субстантивно склонението на съществителните, адективно /от лат. adjectivum – прилагателно/ склонението на прилагателните и местоименните склонения) и отделни групи думи в една и съща част на речта.

## Основна информация
В езиковата морфология, склонението (или инфлексия) е процес на словообразуване, при който една дума се изменя, за да се изразят различни граматически категории като време, падеж, залог, вид, лице, число, род, наклонение, одушевеност и определеност. Склонението на глаголите се нарича спрежение, а думата "склонение" се използва главно за съществителните, прилагателните, наречията, местоименията, определителните думи, причастията, предлозите и следлозите, числителните и членуването.
Склонението изразява граматически категории чрез афикси (като представки, наставки, инфикси, циркумфикси и трансфикси), апофония (като индоевропейския аблаут) или други промени в думата. Например латинският глагол на латински: ducam със значение "аз ще предвождам", включва наставката на латински: -am, изразяваща лице (1-во), число (ед.ч.) и време-наклонение (бъдеще изявително или сегашно подчинително). Употребата на тази наставка се счита за склонение. От друга страна, в английското словосъчетание "I will lead", думата lead не е склонена нито по лице, нито по число или време; тя е просто "голият" инфинитив на глагол. Склонената форма на дадена дума често включва както една или повече свободни морфеми (единица значение, която може да се използва като самостоятелна дума), така и поне една свързана морфема (единица значение, която не е дума сама по себе си). Например английската дума cars е съществително име, склонено по число, конкретно в мн.ч.; морфемата car е свободна, защото е дума сама по себе си, докато наставката -s е свързана морфема. Тези две морфеми заедно образуват склонената дума cars.
Думи, които никога не се склоняват, се наричат инвариантни; такъв е английският глагол must: той никога не приема наставка или промяна във формата за отбелязване на различна граматическа категория. Категориите му биха могли да бъдат определени само от контекста. Езици, които рядко използват склонение, като английският, се наричат аналитични. Аналитични езици, които не използват морфеми за склонение, като стандартния китайски, се назовават изолиращи.
Изискването формите или склоненията на повече от една дума да съответстват една на друга по правилата на езика се нарича съгласуване. Например в "the man jumps", "man" е съществително в ед.ч., затова към глагола "jump", който е в сегашно време, може да се прибави само наставката за 3л. ед.ч. "s".
Езиците с някаква степен на склонение са синтетични. Те могат да са силно склоними (като латинския, гръцкия, библейския иврит и санскрит) или леко склоними (примери са английският, нидерландският, персийският). Езици, които са толкова склоними, че цяло изречение може да се състои от една силно склонена дума (каквито са много индиански езици) се наричат полисинтетични. Езици, в които една склонителна морфема обозначава само една граматическа категория, като финският, са познати като аглутинативни езици, а езици, в които чрез едно склонение се отбелязват много граматически роли (напр. както именителен падеж, така и мн.ч., като при латинския и немския) са фузионни.

## Примери в английския език
На английски повечето съществителни се склоняват по число с афикса за мн.ч. -s (както в "dog" → "dog-s"), а повечето глаголи се спрягат по време чрез наставката за минало време -ed (as in "call" → "call-ed"). Глаголите също се спрягат с афикси за отбелязване на 3 л. ед.ч. в сегашно време (с -s) и за образуване на сегашно причастие (с -ing). Кратките прилагателни се склоняват за обозначаване на сравнителна и превъзходна степен (съответно с -er and -est).
В английския език съществуват 8 афикса за склонение.
| Афикс   | Граматическа категория  | Свойство                                        | Част на речта                                                                         |
| ------- | ----------------------- | ----------------------------------------------- | ------------------------------------------------------------------------------------- |
| -s      | Число                   | множествено                                     | съществителни                                                                         |
| -s/'/s  | Падеж                   | родителен                                       | съществителни имена и фрази с тях, местоимения (обозначава независим родителен падеж) |
| -ing    | Вид                     | несвършен                                       | глаголи                                                                               |
| -en/-ed | Вид                     | свършен                                         | глаголи                                                                               |
| -ed/-t  | Време                   | минало (просто)                                 | глаголи                                                                               |
| -s      | Лице, число, вид, време | 3л. ед.ч., сегашно време, изявително наклонение | глаголи                                                                               |
| -er     | Степен                  | сравнителна                                     | прилагателни и наречия                                                                |
| -est    | Степен                  | превъзходна                                     | прилагателни и наречия                                                                |

Макар да предпочита правилните словоформи, съвременният английски запазва следи от старите си форми, като една малка част от думите все още използват склонение чрез аблаут (звукова промяна, основно при глаголите) и умлаут (вид звукова промяна, главно при съществителните), както и промяна в дължината на коренната гласна. Примерите включват:
- Write, wrote, written (отбелязване чрез аблаут, както и наставка за образуване на причастие)
- Sing, sang, sung (аблаут)
- Foot, feet (умлаут)
- Mouse, mice (умлаут)
- Child, children (аблаут, както и наставка за образуване на множествено число)

## Правилно и неправилно склонение
Когато дадена част на речта подлежи на склонение в един език, по принцип има един или повече стандартни модели на склоняване (парадигмите, описани по-долу), които думите от този вид следват. Думи, които се подчиняват на подобен модел, се наричат правилни; тези, които се склоняват другояче, са неправилни.
Например, много езици със склонение на глаголите включват както правилни, така и неправилни глаголи. На английски правилните глаголи образуват минало време и минало причастие с окончанието -[e]d. Следователно, глаголи като play, arrive и enter са правилни, а такива като sing, keep и go - неправилни. Неправилните глаголи често запазват модели на склонение, които са били правилни в даден език в миналото, но вече са станали аномални; рядко се срещат правилни глаголи, които в миналото са били неправилни. 
Други видове неправилни склонени форми включват някои съществителни имена в мн.ч. като английските mice, children и women, и френското yeux (мн.ч. от œil, "око"); както и неправилните форми за сравнителна и превъзходна степен на прилагателни или наречия, напр. английските better и best (които съответстват на положителните форми good и well).
Появата на неправилни форми може да се дължи на няколко основни причини:
1. Благозвучие: Правилното склонение би довело до форми, които не звучат красиво или са трудни за произнасяне (английските far → farther или further, испанските tener → tengo, tendré, сравнете с comer → como, comeré.
2. Основни форми: Счита се, че основните форми на глаголите в много езици са били образувани независимо една от друга, затова учениците трябва да ги запомнят независимо една от друга. Примери: латинските dīcō, dīcere, dīxī, dictum → испанските digo, decir, dije, dicho.
3. Силно и слабо склонение: В някои случаи съществуват два модела на склонение, обикновено определяни като "силно" и "слабо" склонение. Например слабите глаголи в английски и немски образуват минало време и минало причастие чрез добавяне на наставка (английските jump → jumped, немските machen → machte), а силните претърпяват промяна в коренната гласна, а в някои случаи образуват минало причастие през добавяне на -en (английските swim → swam, swum, немските schwimmen → schwamm, geschwommen). Твърди се и че древногръцките глаголи са имали първи аорист (ἔλῡσα) и втори аорист (ἔλιπον).
4. Допълване: "Неправилната" форма на дадена дума е произлязла от друг корен (английските person → people). Сравнителнината и превъзходната форма на прилагателното добър в много езици се отличават с такава особеност.

## Склонение и спрежение
Съществуват два традиционни граматически термина за инфлексията на определени части на речта:
- Инфлексията на съществителни, местоимения, прилагателни, наречия, определителни/неопределителни членове или определители се нарича склонение. Формите може да изразяват число, падеж, род или степен на сравнение.
- Инфлексията на глаголи се нарича спрежение. Формите може да изразяват време, наклонение, залог, вид, лице или число.

Съвкупността от формите на дадена лексема или непроизводна дума се нарича нейно склонение, ако тя е съществително, или нейно спрежение, ако е глагол.
По-долу е показано склонението на английските лични местоимения, които се изменят по падеж и число.
|                           | ед.ч.  | мн.ч.     |
| именителен падеж          | I      | we        |
| косвен падеж              | me     | us        |
| определител за притежание | my     | our       |
| притежателно местоимение  | mine   | ours      |
| възвратно местоимение     | myself | ourselves |

|                           | ед.ч.    | мн.ч.      |
| именителен падеж          | you      | you        |
| косвен падеж              | you      | you        |
| определител за притежание | your     | your       |
| притежателно местоимение  | yours    | yours      |
| възвратно местоимение     | yourself | yourselves |

|                           | ед.ч.                  | мн.ч.      |
| именителен падеж          | he she it              | they       |
| косвен падеж              | him her it             | them       |
| определител за притежание | his her its            | their      |
| притежателно местоимение  | his hers its           | theirs     |
| възвратно местоимение     | himself herself itself | themselves |